# Fejervarya cancrivora
Espèce
Synonymes
- Rana cancrivora Gravenhorst, 1829
- Rana tigrina var. angustopalmata Van Kampen, 1907
- Rana cancrivora raja Smith, 1930
- Fejervarya raja (Smith, 1930)

Statut de conservation UICN

 LC  : Préoccupation mineure
Fejervarya cancrivora est une espèce d'amphibiens de la famille des Dicroglossidae.

## Répartition
Cette espèce se rencontre :
- en Malaisie occidentale et orientale ;
- à Singapour ;
- au Brunei ;
- en Indonésie à Sumatra, au Kalimantan et dans l'Ouest de Java.

## Habitat
Elle est inféodée aux régions côtières et c'est l'un des très rares lissamphibiens à pouvoir tolérer l'eau salée; elle est considérée comme l'amphibien le plus halotolérant. Elle peut tolérer les milieux marins (immersion dans l'eau de mer pendant de brèves périodes ou l'eau saumâtre durant une longue période) en adaptant sa régulation osmotique.

## Description

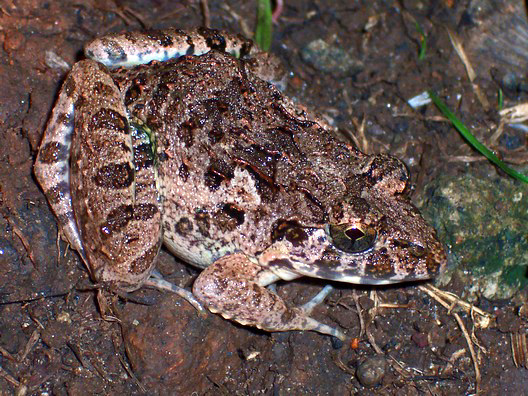
Fejervarya cancrivora

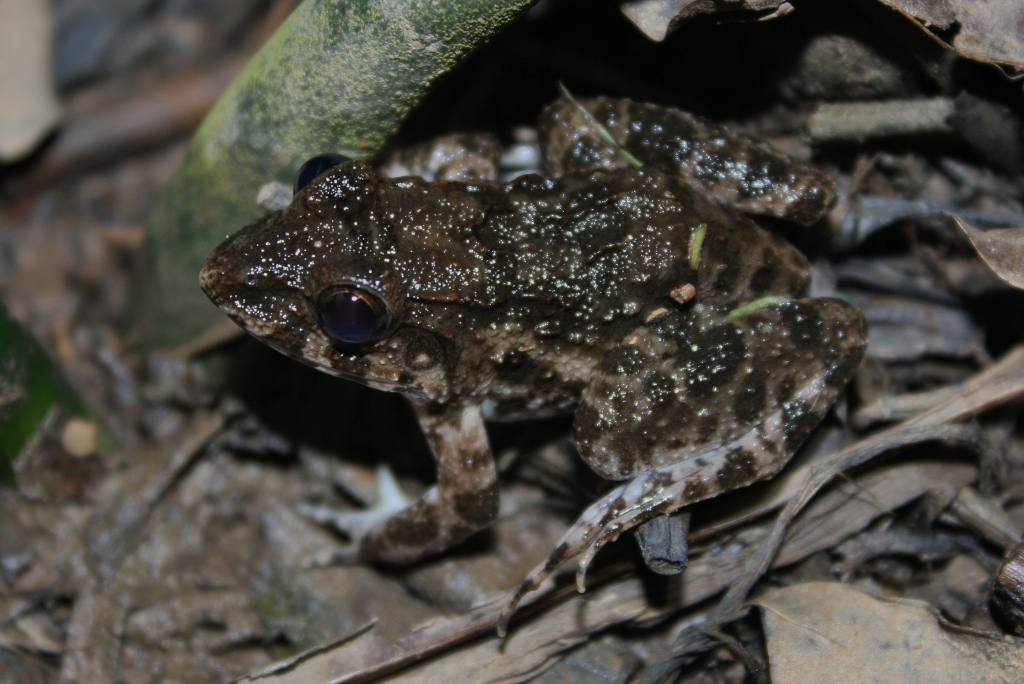
Fejervarya cancrivora

Fejervarya cancrivora mesure jusqu'à 68,2 mm. Son dos est brun-gris avec des marques sombres.
On la trouve notamment dans les mangroves où elle consomme des crabes.

## Taxinomie
Par le passé de nombreuses populations ont été considérés comme appartenant à cette espèce :
- celles de Thaïlande, de Birmanie, d'Inde, du Cambodge, du Laos, de Viêt Nam, des Philippines et du Sud de la Chine sont en fait Fejervarya moodiei ;
- celles de Sulawesi et de Java appartiennent à une espèce non décrite ;
- les populations des petites îles de la Sonde, des îles Andaman-et-Nicobar ou introduites à Guam, aux Philippines et en Papouasie-Nouvelle-Guinée ne peuvent être attribuées a une espèce avant une étude ;

## Étymologie
Son nom d'espèce lui vient de son régime alimentaire comportant des crabes (cancri = crabe ; voro = manger).

## Consommation humaine
Dans l'Asie du Sud-Est, cet amphibien est chassé localement comme nourriture et il est souvent élevé pour ses pattes, notamment à Java en Indonésie.

## Publication originale
- Gravenhorst, 1829 : Deliciae Musei Zoologici Vratislaviensis (Reptilia Musei Zoologici Vratislaviensis. Recensita et Descripta). Fasciculus Primus, continens Chelonions et Batrachia: I-XIV. Leopold Voss, Leipzig (texte intégral).